# 1274 هـ
1274 هـ هي سنة في التقويم الهجري امتدت مقابلةً في التقويم الميلادي بين سنتي 1857 و1858.

## مواليد
- إبراهيم السلماسي الكاظمي
- خليان ربيرة
- مرجليوث
- محمد بن جعفر الكتاني
- محمد كاظم اليزدي
- محمود محمد خطاب السبكي

## وفيات
- آغا مجتهد
- حسن بن عمر الشطي
- حسين بن دلدار علي الهندي
- فروغي البسطامي
- كاترمير